# Tigran Kalebota
Tigran Kalebota (1. prosinca 1964. – Zagreb, 11. prosinca 2017.), hrvatski glazbenik. Poznat kao bubnjar Psihomodo popa.

## Životopis
Otac Marin redatelj je i novinar koji je realizirao više od 1500 prijenosa na HRT-u, pored ostalih mnoge Sinjske alke i posjet američkog predsjednika Richarda Nixona Kumrovcu. Mati Marija, rodom iz Splita, zastupnica je u zagrebačkoj Gradskoj skupštini, gdje je predsjednica Odbora za socijalnu skrb i članica Odbora za kulturu, ujedno i predsjednica Matice umirovljenika Grada Zagreba. U majčinoj obitelji glazba je obiteljska baština. Tigranova baka vrlo dobro je svirala glasovir, mati je ljubiteljica koja ne propušta Plavi i Bijeli ciklus Zagrebačke filharmonije, koncerte u Lisinskom, ujaci su također vrlo glazbeno nadareni. 
Tigran je svirao i u grupi Neron u kojoj je još svirao i Smiljan Paradiš-Šparka. 1983. godine pridružio im se Davor Gobac iz Klinske pomore. Grupa Neron je promijenila ime u Psihomodo pop.
Umro je iznenada 11. prosinca 2017. godine.

## Vanjske poveznice
- Discogs